# Karel Macháček (konstruktér)
Karel Macháček (27. ledna 1874 Bědovice – 3. února 1954 Praha-Klánovice) byl český inženýr, podnikatel a vynálezce, průkopník vývoje topných plynových zařízení a zakladatel výrobní firmy Karma. Jeho technická zlepšení dala vzniknout výrobku, jehož název vychází z názvu Macháčkovy firmy: karma.

## Život a dílo
Narodil se v malé obci Bědovice, jenž se později stala součástí města Třebechovice pod Orebem. Díky svému technickému nadání byl přijat na průmyslovou školu v Drážďanech, po jejím absolutoriu pracoval v Německu pro tamější firmu Siemens či v Budapešti, kde sbíral první praktické zkušenosti s konstrukcí a výrobou plynových spotřebičů.

## Firma Karma

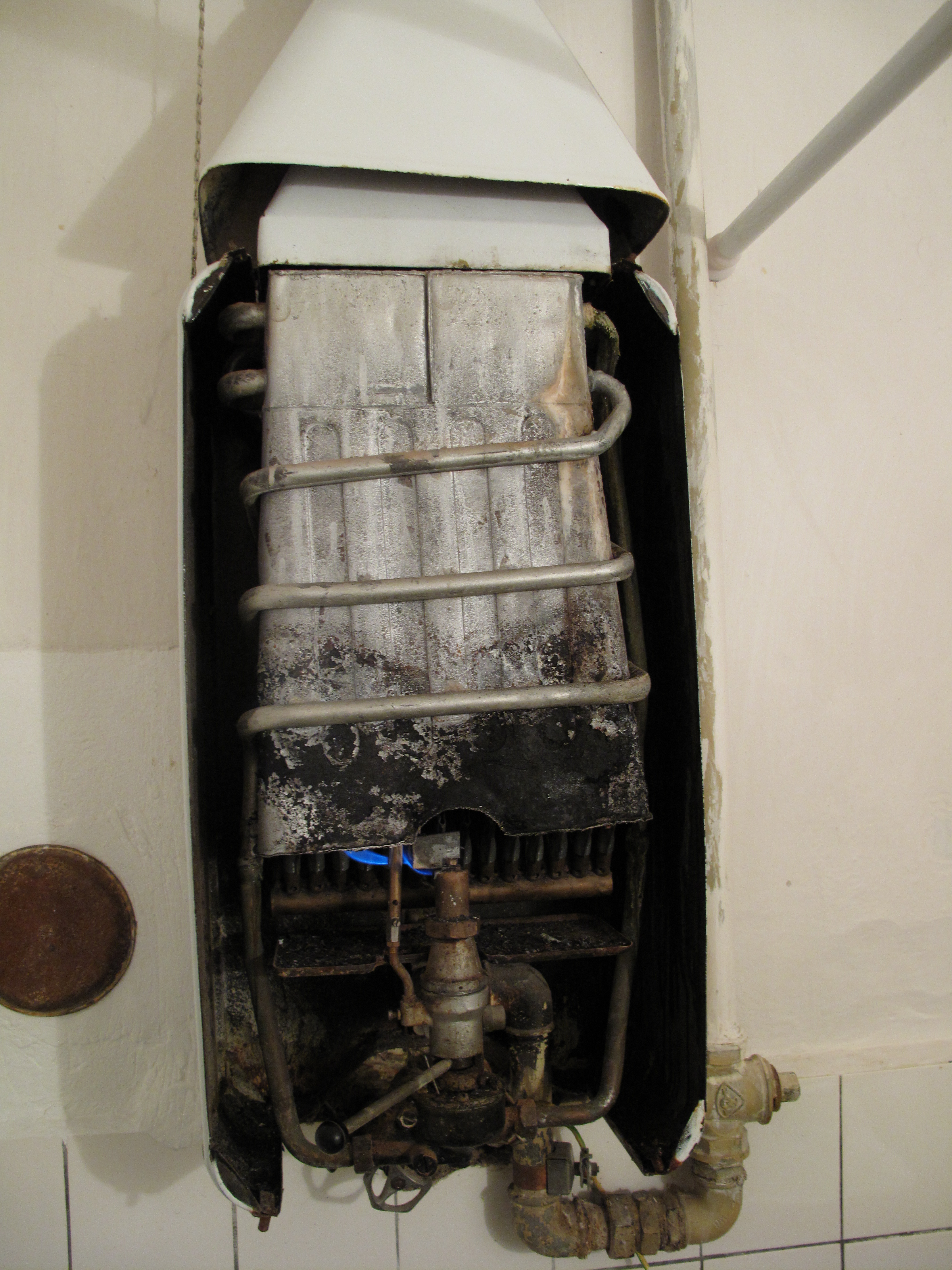
Průtokový ohřívač vody (karma, typ Mora PO 35)

Na území Koruny české v Rakousku-Uhersku rostla poptávka po plynových ohřívačích v domácnostech, přičemž neexistoval tuzemský výrobce a stroje byly draze dováženy firmami Junkers a Siemens. V roce 1910 zakládá Karel Macháček vlastní společnost na výrobu plynových zařízení s výrobní halou v pražských Vysočanech pod názvem Karma (roku 1915 se závod přesouvá do Libně). Název firmy vznikl apelativizací zakladatelova jména – Karel Macháček.
Macháčkova podnikatelská činnost se nejen na základě velké poptávky od počátku setkávala s úspěchem. Hlavním výrobním artiklem byla především plynová kamna, trouby nebo vodní ohřívače, v rámci rozvoje firmy byly pak vyráběny také například žehličky, pražiče kávy, přístroje na ožehlování chlupů či peří, nebo opékače oplatek. 31. května 1929 mu byl zaregistrován patent č. 3889 – 29: systém automatického otevírání a zavírání přívodu plynu do hořáku průtokového ohřívače po otevření či zavření výtokového vodního uzávěru, který využívá sílu tlaku vody v zásobníku zařízení. Vynález znásobil bezpečnost výrobku, systém byl prevencí proti nehodám, při kterých docházelo k otravám plynem. Termín Karma se tak díky tomuto vynálezu dostal do češtiny jako synonymum pojmenování průtokového ohřívače vody.

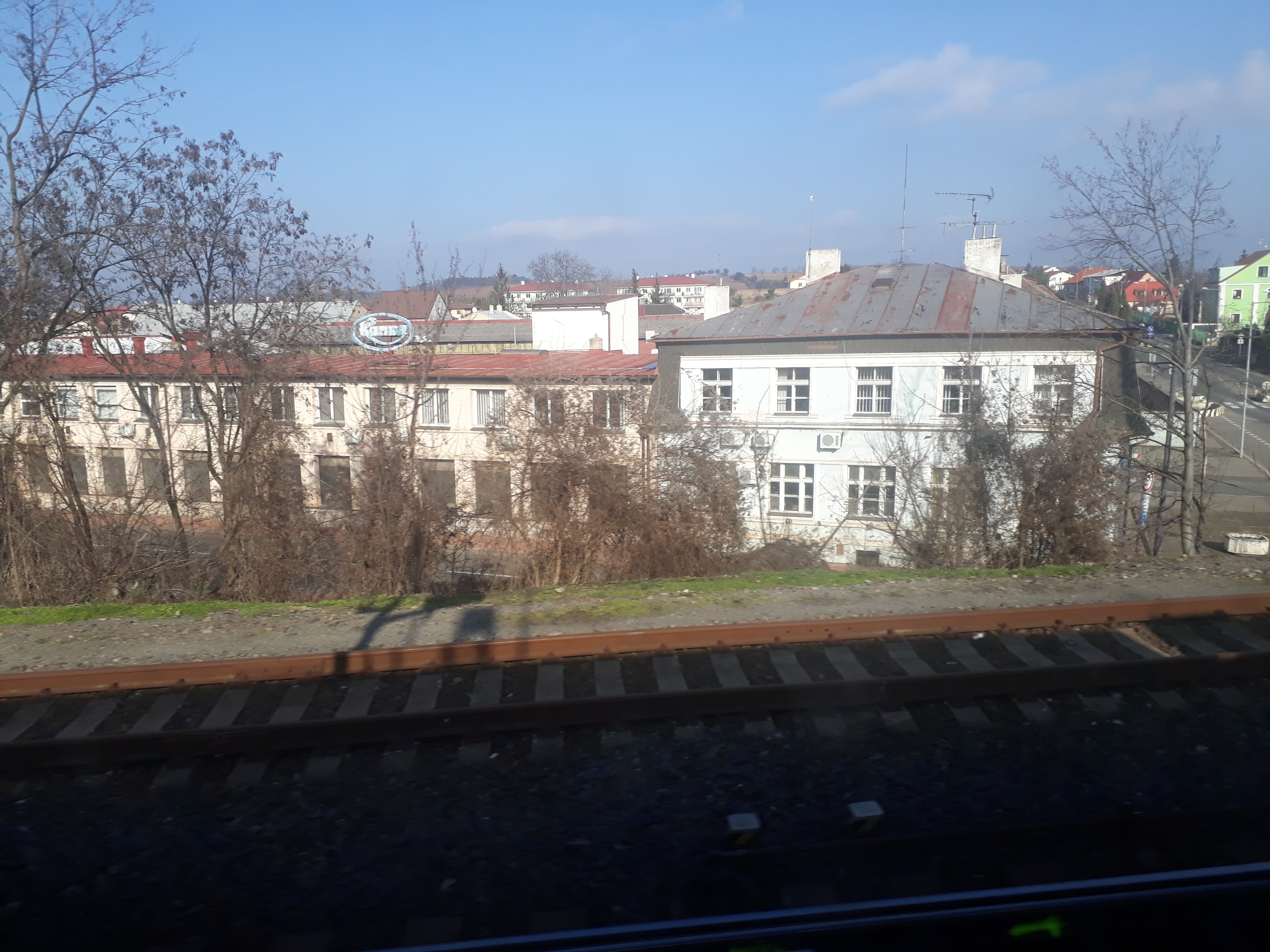
Továrna firmy Karma v Českém Brodě poblíž trati

Vzrůstající poptávka, podpořená mimo jiné otevřením ústřední pražské plynárny v Michli roku 1927, vedla firmu k zřízení nového, technologicky moderního závodu v Českém Brodě nedaleko Prahy, který byl koncipován po vzoru surovinově soběstačných průmyslových podniků, zejména automobilek, v té době vznikajících hlavně v USA, aby nebylo nutné využívat dražších subdodavatelských materiálů. Továrna, kam se přesunula většina výroby, v sobě obsahovala vlastní zkušebnu, chromovnu, niklovnu a lakovnu s tím nejmodernějším vybavením. Uvádí se, že ve 40. letech 20. století v libeňském a českobrodském výrobním provozu pracovalo 145 kovodělníků a 22 úředníků. Firma se těšila dobré pověsti, mimo jiné díky opravárenské činnosti a vstřícným záručním podmínkám.

## Znárodnění firmy a úmrtí
Karel Macháček sídlil ve vile v Klánovicích, které leží na železniční trati mezi Libní a Českým Brodem. Po převzetí moci ve státě komunistickou stranou v Československu v únoru 1948 byla firma Karma znárodněna. Nedlouho poté Macháček, zhrzený odebráním podniku, který po 40 let budoval, krátce po 80. narozeninách zemřel. Nezanechal po sobě žádného potomka.
Roku 1952 přechází pod výrobnu Carolia v Příbrami. Po úspěšné privatizaci po roce 1989 pokračuje firma Karma v činnosti pod původním názvem.